# Пише, Робер
Робе́р Пише́ (фр. Robert Piché) — канадский лётчик гражданской авиации. Получил всемирную известность после произошедшего 24 августа 2001 года инцидента с рейсом 236 компании Air Transat, на котором был в роли КВС. Когда у летевшего по маршруту Торонто — Лиссабон самолёта A330-200 отказали оба двигателя, Робер Пише вместе со вторым пилотом Дирком де Ягером совершили самое долгое в истории реактивной авиации планирование и посадили самолёт с тремя сотнями людей на борту на авиабазе на Азорских островах.

## Ранняя биография
Робер Пише родился 5 ноября 1952 года в Квебеке в семье Пола и Эстель Пише. Робер был их третьим ребёнком из четырёх (у него было два брата и сестра). Когда Роберу было 8 лет, вся семья переехала в Монт-Жоли (фр. Mont-Joli).
Вскоре он поступает в колледж в Шикутими, который заканчивает в 1973 году, получив высшее образование, а также права на вождение самолёта, после чего устраивается в Quebecair. В 1983 году он теряет работу в авиакомпании и из-за финансовых трудностей соглашается на доставку наркотиков из Ямайки. Но при посадке заполненного наркотиками самолёта на местный аэропорт в Джорджии Пише арестовывают случайно находящиеся там в это время полицейские. В результате Робера приговаривают к 10 годам тюрьмы, и он попадает в Гарден-Сити, что находится в Редсивилле, где оказывается единственным канадцем из восьмисот заключённых. Но 20 марта 1985 года, после 16 месяцев заключения, Робера Пише освобождают из тюрьмы, заменив реальный срок на условный. В 2000 году он был полностью реабилитирован.
После возвращения в Канаду, Пише переезжает в Нунавут в город Икалуит. Там он пробует разные профессии, в том числе работает барменом, бар-менеджером, таксистом. Наконец, в 1995 году, в возрасте 43 лет, он устраивается в авиакомпанию Air Transat и в том же году знакомится со своей будущей женой Региной. В авиакомпании Робер Пише довольно скоро дослуживается от пилота до капитана Lockheed L-1011, а с 2000 года становится капитаном на Airbus A330.

## Рейс 236
24 августа 2001 года Пише был командиром A330, летевшего рейсом 236 Торонто — Лиссабон. Во время полёта над Атлантическим океаном в правом двигателе из-за ненадлежащего ремонта лопнул топливный шланг. Не подозревавшие об этом Робер Пише и второй пилот Дирк де Ягер поначалу решили, что кратковременные сигналы о неисправности топливной системы и о переохлаждении масла в двигателях вызваны неполадкой в компьютере. Несмотря на доводы второго пилота, Пише не хотел признать, что на относительно новом самолёте возникла столь серьёзная неисправность.
После появления сигнала о дисбалансе топлива в крыльях Пише вопреки руководству по лётной эксплуатации самолёта (FCOM) дал команду на перекачку топлива из левого крыла в правое. Когда подсчитанный Ягером баланс топлива не сошёлся с расчётным, Пише, не прекращая перекачку, принимает решение о повороте к Азорским островам, которые на тот момент находились в 320 километрах. Вскоре из-за недостатка топлива остановился правый двигатель, а ещё через 13 минут — левый. На борту самолёта находились 306 человек: 293 пассажира и 13 членов экипажа. Пише при неработающих основных гидросистемах сумел снизить вертикальную и горизонтальную скорость и зайти на посадку на авиабазе Лажеш.
В 6:45 рейс 236 компании Air Transat совершил аварийную посадку. Несмотря на то, что скорость при посадке была на 20 % выше рекомендуемой (370 против 310 км/ч), Пише сумел остановить самолёт. При торможении взорвались 8 шин из 10. Никто из находящихся в самолёте 306 человек не погиб. Несколько пассажиров и членов экипажа получили травмы при аварийной эвакуации.

## Дальнейшая биография
После рейса 236 Пише стал всемирно знаменит. Большинство пассажиров были португальцами, поэтому в Португалии пилотов высоко почитали. Но всего через два дня журналисты разузнали о его криминальном прошлом. Тем не менее, в авиакомпании пилоту заявили, что знали о его судимости ранее и не намерены его увольнять, посчитав, что высокая популярность Пише принесёт для авиакомпании больше пользы, чем вреда.
В 2002 году Международная ассоциация пилотов вручила Пише и Ягеру Награды за превосходное лётное мастерство. В октябре 2017 года Робер Пише завершил работу в Air Transat и закончил карьеру пилота коммерческой авиации.
Также от имени Фонда Роберта Пише он проводит конференции, чтобы помочь организациям, работающими с людьми, испытывающими зависимость.
Пише женат, воспитывает троих детей.

## В медиа
Роберу Пише посвящён полубиографический франко-канадский фильм 2010 года Пише: Между небом и землёй, где в роли лётчика снялся актёр Мишель Коте.
Образ Пише пародирует капитан авиалайнера Пишетт, персонаж канадского мультсериала «Чокнутые головы».